# Eleição municipal de Ribeirão das Neves em 2016
A eleição municipal de Ribeirão das Neves em 2016 foi realizada para eleger um prefeito, um vice-prefeito e 14 vereadores no município de Ribeirão das Neves, no estado brasileiro de Minas Gerais. Foram eleitos Moacir Martins da Costa Junior (Partido Social Cristão) e Vitorio Filho Ribeiro para os cargos de prefeito(a) e vice-prefeito(a), respectivamente. 
Seguindo a Constituição, os candidatos são eleitos para um mandato de quatro anos a se iniciar em 1º de janeiro de 2017. A decisão para os cargos da administração municipal, segundo o Tribunal Superior Eleitoral, contou com 196 133 eleitores aptos e 35 424 abstenções, de forma que 18.06% do eleitorado não compareceu às urnas naquele turno. 

## Eleição municipal de Ribeirão das Neves em 2016 para Prefeito
class='wikitable sortable wd_can_edit' style='width:100%'
| Candidato(a) | Vice | Coligação | Votos recebidos | Percentual \|- \| style="background-color:#9aed9e;" \| Moacir Martins da Costa Junior (PSC) \| style="background-color:#9aed9e;" \| Vitorio Filho Ribeiro \| style="background-color:#9aed9e; text-align: center" \| Unidos para Fazer a Cidade que Você Quer \| style="background-color:#9aed9e; text-align: center" \| 68656 \| style="background-color:#9aed9e; text-align: center" \| 54.67% \|- \| style="background-color:#f8f9fa;" \| Antonio Carlos Santos (PPS) \| style="background-color:#f8f9fa;" \| Sebastião Gonçalves de Jesus \| style="background-color:#f8f9fa; text-align: center" \| Um Novo Jeito de Fazer Politica \| style="background-color:#f8f9fa; text-align: center" \| 39167 \| style="background-color:#f8f9fa; text-align: center" \| 31.19% \|- \| style="background-color:#f8f9fa;" \| Daniela Correa Nogueira (PT) \| style="background-color:#f8f9fa;" \| Edmilson Silva Pizza dos Santos \| style="background-color:#f8f9fa; text-align: center" \| Juntos para Continuar Avançando \| style="background-color:#f8f9fa; text-align: center" \| 9601 \| style="background-color:#f8f9fa; text-align: center" \| 7.65% \|- \| style="background-color:#f8f9fa;" \| Irani Vieira Barbosa (MDB) \| style="background-color:#f8f9fa;" \| Valdemar Mendes de Carvalho \| style="background-color:#f8f9fa; text-align: center" \| Experiência e Trabalho \| style="background-color:#f8f9fa; text-align: center" \| 8152 \| style="background-color:#f8f9fa; text-align: center" \| 6.49% |
| ------------ | ---- | --------- | --------------- | --- |

## Eleição municipal de Ribeirão das Neves em 2016 para Vereador
class='wikitable sortable wd_can_edit' style='width:100%'
| Nome | Partido político | Coligação | Votos recebidos | Percentual \|- \| style="background-color:#9aed9e;" \| Weberson Eduardo da Silva \| style="background-color:#9aed9e; text-align: center" \| Partido Social Cristão (PSC) \| style="background-color:#9aed9e; text-align: center" \| Partido Social Cristão (sem coligação) \| style="background-color:#9aed9e; text-align: center" \| 3455 \| style="background-color:#9aed9e; text-align: center" \| 2.55% \|- \| style="background-color:#9aed9e;" \| Ramon Raimundo Romagnoli Costa \| style="background-color:#9aed9e; text-align: center" \| Movimento Democrático Brasileiro (MDB) \| style="background-color:#9aed9e; text-align: center" \| Neves Tem Jeito \| style="background-color:#9aed9e; text-align: center" \| 3282 \| style="background-color:#9aed9e; text-align: center" \| 2.42% \|- \| style="background-color:#9aed9e;" \| Vanderlei da Rocha Teixeira \| style="background-color:#9aed9e; text-align: center" \| Partido Trabalhista Cristão (PTC) \| style="background-color:#9aed9e; text-align: center" \| Partido Trabalhista Cristão (sem coligação) \| style="background-color:#9aed9e; text-align: center" \| 3232 \| style="background-color:#9aed9e; text-align: center" \| 2.39% \|- \| style="background-color:#9aed9e;" \| Dario Gonçalves de Oliveira \| style="background-color:#9aed9e; text-align: center" \| Partido Social Cristão (PSC) \| style="background-color:#9aed9e; text-align: center" \| Partido Social Cristão (sem coligação) \| style="background-color:#9aed9e; text-align: center" \| 2898 \| style="background-color:#9aed9e; text-align: center" \| 2.14% \|- \| style="background-color:#9aed9e;" \| Marcelo de Jesus Martins \| style="background-color:#9aed9e; text-align: center" \| Partido Social Cristão (PSC) \| style="background-color:#9aed9e; text-align: center" \| Partido Social Cristão (sem coligação) \| style="background-color:#9aed9e; text-align: center" \| 2598 \| style="background-color:#9aed9e; text-align: center" \| 1.92% \|- \| style="background-color:#9aed9e;" \| Celio Eustaquio da Fonseca \| style="background-color:#9aed9e; text-align: center" \| Partido Renovador Trabalhista Brasileiro (PRTB) \| style="background-color:#9aed9e; text-align: center" \| Partido Renovador Trabalhista Brasileiro (sem coligação) \| style="background-color:#9aed9e; text-align: center" \| 2583 \| style="background-color:#9aed9e; text-align: center" \| 1.91% \|- \| style="background-color:#9aed9e;" \| Messias Moises Verissimo \| style="background-color:#9aed9e; text-align: center" \| Partido dos Trabalhadores (PT) \| style="background-color:#9aed9e; text-align: center" \| Partido dos Trabalhadores (sem coligação) \| style="background-color:#9aed9e; text-align: center" \| 2341 \| style="background-color:#9aed9e; text-align: center" \| 1.73% \|- \| style="background-color:#9aed9e;" \| Leandro Alves Rocha \| style="background-color:#9aed9e; text-align: center" \| Partido Democrático Trabalhista (PDT) \| style="background-color:#9aed9e; text-align: center" \| Partido Democrático Trabalhista (sem coligação) \| style="background-color:#9aed9e; text-align: center" \| 2248 \| style="background-color:#9aed9e; text-align: center" \| 1.66% \|- \| style="background-color:#9aed9e;" \| Delmario Gil Viana \| style="background-color:#9aed9e; text-align: center" \| Partido Social Cristão (PSC) \| style="background-color:#9aed9e; text-align: center" \| Partido Social Cristão (sem coligação) \| style="background-color:#9aed9e; text-align: center" \| 1929 \| style="background-color:#9aed9e; text-align: center" \| 1.42% \|- \| style="background-color:#9aed9e;" \| Edson Gonçalves Gomes \| style="background-color:#9aed9e; text-align: center" \| Democratas (DEM) \| style="background-color:#9aed9e; text-align: center" \| Democratas (sem coligação) \| style="background-color:#9aed9e; text-align: center" \| 1553 \| style="background-color:#9aed9e; text-align: center" \| 1.15% \|- \| style="background-color:#9aed9e;" \| Neuza Mendes Silva \| style="background-color:#9aed9e; text-align: center" \| Partido Popular Socialista (PPS) \| style="background-color:#9aed9e; text-align: center" \| Uma Nova Politica \| style="background-color:#9aed9e; text-align: center" \| 1496 \| style="background-color:#9aed9e; text-align: center" \| 1.1% \|- \| style="background-color:#9aed9e;" \| Vicente Mendonça da Costa \| style="background-color:#9aed9e; text-align: center" \| Partido dos Trabalhadores (PT) \| style="background-color:#9aed9e; text-align: center" \| Partido dos Trabalhadores (sem coligação) \| style="background-color:#9aed9e; text-align: center" \| 1430 \| style="background-color:#9aed9e; text-align: center" \| 1.06% \|- \| style="background-color:#9aed9e;" \| Carlos Figueiredo \| style="background-color:#9aed9e; text-align: center" \| Movimento Democrático Brasileiro (MDB) \| style="background-color:#9aed9e; text-align: center" \| Neves Tem Jeito \| style="background-color:#9aed9e; text-align: center" \| 1408 \| style="background-color:#9aed9e; text-align: center" \| 1.04% \|- \| style="background-color:#9aed9e;" \| Fabio Luiz Nogueira Caballero \| style="background-color:#9aed9e; text-align: center" \| Partido Popular Socialista (PPS) \| style="background-color:#9aed9e; text-align: center" \| Uma Nova Politica \| style="background-color:#9aed9e; text-align: center" \| 1367 \| style="background-color:#9aed9e; text-align: center" \| 1.01% |
| ---- | ---------------- | --------- | --------------- | --- |

Na decisão para o cargo de vereador na eleição municipal de 2016, foram eleitos 14 vereadores com um total de 135 462 votos válidos. O Tribunal Superior Eleitoral contabilizou 12 252 votos em branco e 12 995 votos nulos. De um total de 196 133 eleitores aptos, 35 424 (18.06%) não compareceram às urnas.